# Hrabstwo Jefferson (Georgia)

Piramida wieku hrabstwa

Hrabstwo Jefferson – amerykańskie hrabstwo położone na terenie stanu Georgia. Siedziba hrabstwa mieści się w Louisville.

## Miejscowości
- Avera
- Bartow
- Louisville
- Matthews (CDP)
- Stapleton
- Wadley
- Wrens

## Sąsiednie hrabstwa
- Hrabstwo McDuffie – północ
- Hrabstwo Richmond – północny wschód
- Hrabstwo Burke – wschód
- Hrabstwo Emanuel – południe
- Hrabstwo Johnson – południowy zachód
- Hrabstwo Glascock – północny zachód
- Hrabstwo Washington – zachód
- Hrabstwo Warren – północny zachód

## Demografia
Według spisu z 2020 roku liczy 15,7 tys. mieszkańców, co oznacza spadek o 7,2% w porównaniu z poprzednim spisem z roku 2010. Według danych pięcioletnich z 2021 roku 51,7% to czarnoskórzy lub Afroamerykanie, 45,6% biali (42,3% nie licząc Latynosów), 1,5% miało rasę mieszaną, 0,7% Azjaci i 0,3% to rdzenna ludność Ameryki. Latynosi stanowili 4,2% populacji hrabstwa.

## Religia
W 2020 roku większość mieszkańców to protestanci (głównie baptyści i metodyści, ale także zielonoświątkowcy, mennonici i inni). Inne religie pozostają marginalne.

## Polityka
W wyborach prezydenckich w 2020 roku, 53,1% głosów otrzymał Joe Biden i 46,3% przypadło dla Donalda Trumpa. 